# Космос-1543
Космос-1543 је један од преко 2400 совјетских вјештачких сателита лансираних у оквиру програма Космос.
Космос-1543 је лансиран са космодрома Плесецк, СССР, 10. марта 1984. Ракета-носач Сојуз је поставила сателит у орбиту око планете Земље. 